# W Łąkach (Pasztowa Wola-Kolonia)
W Łąkach – część wsi Pasztowa Wola-Kolonia w Polsce, położona w  województwie mazowieckim, w powiecie lipskim, w gminie Rzeczniów.
W latach 1975–1998 W Łąkach administracyjnie należało do województwa kieleckiego.